# Amori, affari e Babbo Natale
Amori, affari e Babbo Natale (Desperately Seeking Santa) è un film per la televisione del 2011 diretto da Craig Pryce.
È un film commedia natalizio canadese con Laura Vandervoort, Nick Zano e Paula Brancati.

## Trama
Jennifer Walker, bella manager, organizza un concorso per eleggere il Babbo Natale più sexy di Boston. Si innamora però di David, uno dei concorrenti più attraenti, il tutto è poi complicato dalla scoperta del vero motivo per cui il ragazzo ha deciso di partecipare al concorso: l'edificio in cui si trova il ristorante di proprietà della famiglia sta per essere distrutto per far posto ad un grattacielo di vetro; l'unica possibilità per evitarlo è far designare il ristorante come edificio storico, in quanto esistente da sempre, e David sta raccogliendo i soldi per un ultimo appello, quello del 24 dicembre.

## Produzione
Il film, diretto da Craig Pryce su una sceneggiatura di Michael J. Murray, fu prodotto da Steve Solomos per la Muse Entertainment Enterprises e girato a Toronto in Canada.

## Distribuzione
Il film fu trasmesso il 27 novembre 2011 con il titolo Desperately Seeking Santa sulla rete televisiva ABC Family.
Alcune delle uscite internazionali sono state:
- in Germania il 7 novembre 2012 (Santa... verzweifelt gesucht)
- in Italia il 23 novembre 2012 (Amori, affari e Babbo Natale)
- in Portogallo (Em Busca do Pai Natal)
- in Brasile (Procura-se Um Papai Noel Desesperadamente, in DVD)